# Държавен архив на Армения
Държавният архив на Армения (на арменски: Հայաստանի ազգային արխիվ) е държавна организация, подчинена на Министерството на териториалната администрация на Република Армения. Държавният архив осъществява научна и културна дейност по начин, определен в законодателството на Република Армения. Има за задача да попълва, отчита, поддържа и използва архивните фондове.
Държавният архив се състои от 11 регионални клона и 29 регионални представителства. Към 1 януари 2009 г. се състои от 5579 фонда с 3 419 353 архивни единици. Всички документи са с публичен достъп, с изключение на лична и семейна информация. Има три читални зали – в основната сграда, във втората сграда и в офиса за кинематографски документи.

## История
Държавният архив е основан през 1923 г. в съответствие на Закона за създаване на държавния централен архив към Централния изпълнителен комитет с решение на Президиума на Арменския национален съвет на 26 септември 1924 г. Одобрен е статутът на Държавния централен архив на Арменската ССР, първият законодателен акт за архив, според който Държавният централен архив е създаден на базата на архивния отдел на Ереванския държавен музей и някои други архивни фондове.
Към 1 януари 1946 г. архивът се състои от 475 фонда с 235 700 архивни единици. През 1973 г. Министерски съвет на Арменската ССР създава отдел за периодичния печат, а от 1 януари 1980 г. започва да функционира и отдел за научно-технически документи. С решение от 20 март 2010 г. държавният архив е извършена реорганизация, чрез която регионалните архиви са подчинени на държавния, а регионалните клонове на регионалните архиви, като те се явяват техни регионални представителства.

## Услуги
Социално-правни запитвания:
- Информация за трудовия стаж и доходи;
- Информация за участие в партизански движения, репресирани в концентрационни лагери, лишения от свобода (1921 – 1950);
- Информация за образование;
- Информация за награждаване с почетни звания;
- Информация за бежанци и репатрирани (1915 – 1990);
- Информация за решенията на Върховния съвет на Арменската ССР, Народното събрание на и правителството на Република Армения (1918 – 1992);
- Информация за работа в предприятия и организации и документи съхранявани в тях.

Запитвания за имот:
- Информация за правата върху недвижими имоти (имения, къщи, парцели, градини) в предсъветско и съветско време;
- Информация за придобиване на земя за строителство (промишлено, жилищно, стопанско и др.) в предсъветско и съветско време;
- Информация за научно-техническите документи (планове, проекти) в съветския период.

Генеалогични и биографични изследвания:
- Генеалогични и биографични изследвания;
- Информация за актове за гражданско състояние (раждане, смърт, брак, развод 1730 – 1928);
- Генеалогичният справочник се основава на документите, съхранявани в Държавния архив на Армения.